# Pomphorhynchus francoisae
Pomphorhynchus francoisae är en hakmaskart som beskrevs av Yves-Jean Golvan 1969. Pomphorhynchus francoisae ingår i släktet Pomphorhynchus och familjen Pomphorhynchidae. Inga underarter finns listade i Catalogue of Life.